# Anna Maria Corazza Bildt

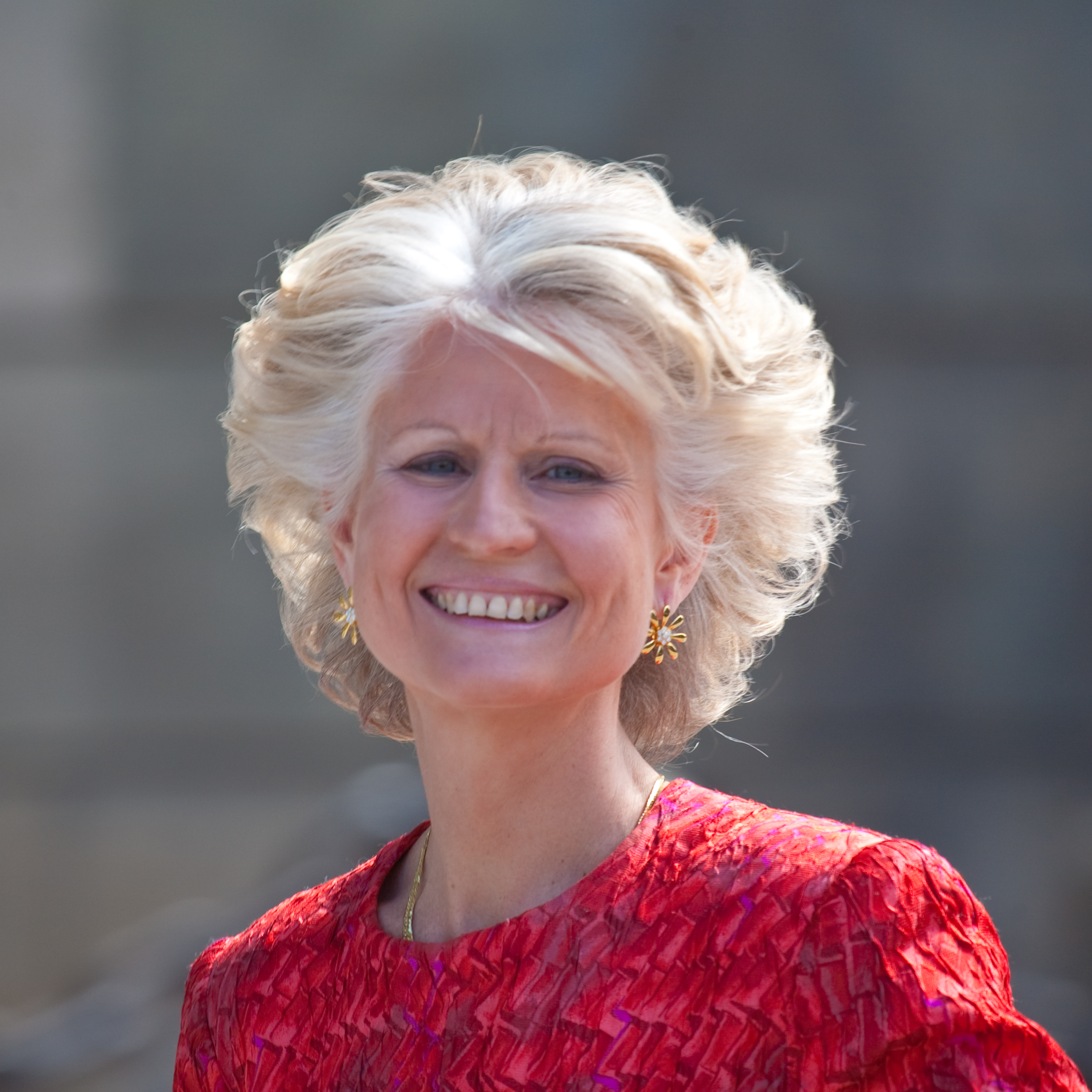
Anna Maria Corazza Bildt 2012.

Anna Maria Corazza Bildt, född 10 mars 1963 i Rom i Italien, är en italiensk-svensk politiker (moderat och liberal) och entreprenör. Hon var en av Sveriges ledamöter i Europaparlamentet från 2009 till 2019.
Hon var första vice ordförande i utskottet för den inre marknaden (IMCO), ledamot i det särskilda utskottet för terrorismfrågor (TERR), ledamot i utskottet för migration, mänskliga fri- och rättigheter (LIBE), vice ledare för EPP i jämställdhetsutskottet, ordförande för parlamentsgruppen för barns rättigheter och ordförande för kampanjen Single Seat.

## Biografi
Corazza Bildt är gift med Carl Bildt sedan 1998. De möttes i forna Jugoslavien och har ett gemensamt barn.

### Utbildning
Hon har akademisk utbildning i statskunskap vid La Sapienza, Rom, konflikthantering vid University of San Diego och strategi vid Columbia University i New York.

### Yrkesliv
Efter studierna praktiserade Corazza på Unesco i Paris och kom under 1988 att arbeta som expert inom utvecklingsfrågor vid italienska utrikesdepartementet i Rom. 1989 stationerades hon åter i Paris som delegat vid Italiens OECD-representation, där hon bland annat arbetade med förhandlingar med Världsbanken.

#### Förenta nationerna
1991 tjänstgjorde Corazza under en period på FN-sekretariatet i Genève som special assistant till FN:s biträdande generalsekreterare för mänskliga rättigheter, Jan Mårtensson. Mellan 1992 och 1998 arbetade hon med olika uppdrag för FN:s räkning i före detta Jugoslavien.  Uppdragen omfattade arbete inom UNPROFOR i Kroatien, stationering vid FN:s kontor i Sarajevo under tiden för stadens belägring samt tjänstgöring vid UNTAES (United Nations Transitional Administration for Eastern Slavonia, Baranja and Western Sirmium) i östra Slavonien. Efter krigsslutet 2001 tjänstgjorde Corazza Bildt under två års tid i Bosnien-Hercegovina på uppdrag av Europakommissionen.

### Humanitärt engagemang
Sedan 1987 har Corazza arbetat med främst internationella politiska och humanitära frågor med tonvikt på demokrati, mänskliga rättigheter och konflikthantering. Mellan 2003 och 2008 var hon ledamot i centralstyrelsen för Svenska Röda Korset.  

## Politiskt engagemang
Corazza Bildt är en tidigare ledamot av styrelsen för Moderata samlingspartiet i Stockholm. Hon var engagerad i den nationella kampanjen inför folkomröstningen om införande av euron i Sverige (som ägde rum 2003) och valdes in i Europaparlamentet i juni 2009, efter en lyckad kampanj av föreningen Kryssa Anna Maria med låten "Kryssa Anna Maria" av Eddie Oliva. Corazza Bildt var den moderat som fick flest personkryss i Europaparlamentsvalet 2014. I Europaparlamentet ingick hon i Europeiska folkpartiets grupp (kristdemokrater) och var ledamot i utskottet för den inre marknaden och konsumentskydd och delegationen till den gemensamma parlamentarikerkommittén EU-Turkiet samt suppleant i utskottet för medborgerliga fri- och rättigheter samt rättsliga och inrikes frågor och delegationen för förbindelserna med Arabiska halvön. Den 15 januari 2019 blev Corazza Bildt tilldelad rollen som samordnare för barns rättigheter.
Corazza Bildt hade dessa uppdrag:
- Europaparlamentets samordnare för barns rättigheter[6]
- Första vice ordförande för Utskottet för inre marknaden och konsumentskydd, IMCO
- Vice ledare för EPP i Jämställdhetsutskottet, FEMM
- Ledamot av Utskottet för migration, medborgerliga fri- & rättigheter samt data skydd & säkerhet, LIBE
- Ledamot av Särskilda utskottet om terrorismbekämpning, TERR
- Ledamot av Europaparlamentets delegation EU-Ukraina, PAC
- Ledamot av Europaparlamentets delegation mellan EU-Turkiet, JPC
- Ordförande för Parlamentsgruppen för barns rättigheter
- Ordförande för Single Seats styrelse och EP:s kampanj för att stoppa flytten Bryssel-Strasbourg
- Ordförande för forumet för relationer mellan EU och Turkiet
- Medlem i EPPs arbetsgrupp om Brexit, ansvarig för medborgarens rättigheter, polis- och rättsligt samarbete[1]

Corazza Bildt profilerade sig i matfrågor och drev bland annat kampanjen "Basta till matsvinnet". Hon utsågs till en av de 40 viktigaste Europaparlamentarikerna under 2017. I november 2018 blev det klart att hon inte skulle kandidera för partiet vid Europaparlamentsvalet 2019. Corazza Bildt gav uttryck för kritik mot moderaternas ledning på grund av detta beslut.

## Byte till Liberalerna
Den 18 september 2023 publicerades en debattartikel i Expressen av Corazza Bildt, där hon berättade att hon bytt parti från Moderaterna till Liberalerna och avsåg kandidera för sitt nya parti i kommande Europaparlamentsval. Den 17 november samma år utsågs hon till tvåa på partiets EU-lista. 

## Entreprenörskap
År 2000 etablerade hon familjeföretaget Italian Tradition s.r.l. som säljer italienska delikatesser via internet. 2006 grundade Corazza Bildt tillsammans med sin bror företaget Relais de Charme Tabiano Castello, som bedriver hotellverksamhet. Tillsammans med Magdalena Ribbing har hon skrivit boken Kärleksfullt från Parma: människorna, maten, traditionerna.
Corazza Bildt är ledamot i styrelsen för Italienska Handelskammaren i Sverige.